# فيل واتسون (لاعب هوكي الجليد)
فيل واتسون هو لاعب هوكي الجليد كندي، ولد في 24 أبريل 1914 في مونتريال في كندا، وتوفي في 1 فبراير 1991.

## وصلات خارجية
- فيل واتسون على موقع دوري الهوكي الوطني (الإنجليزية)
- فيل واتسون على موقع EliteProspects.com (الإنجليزية)
- فيل واتسون على موقع HockeyDB.com (الإنجليزية)
- فيل واتسون على موقع Hockey-Reference.com (الإنجليزية)